# Biovision

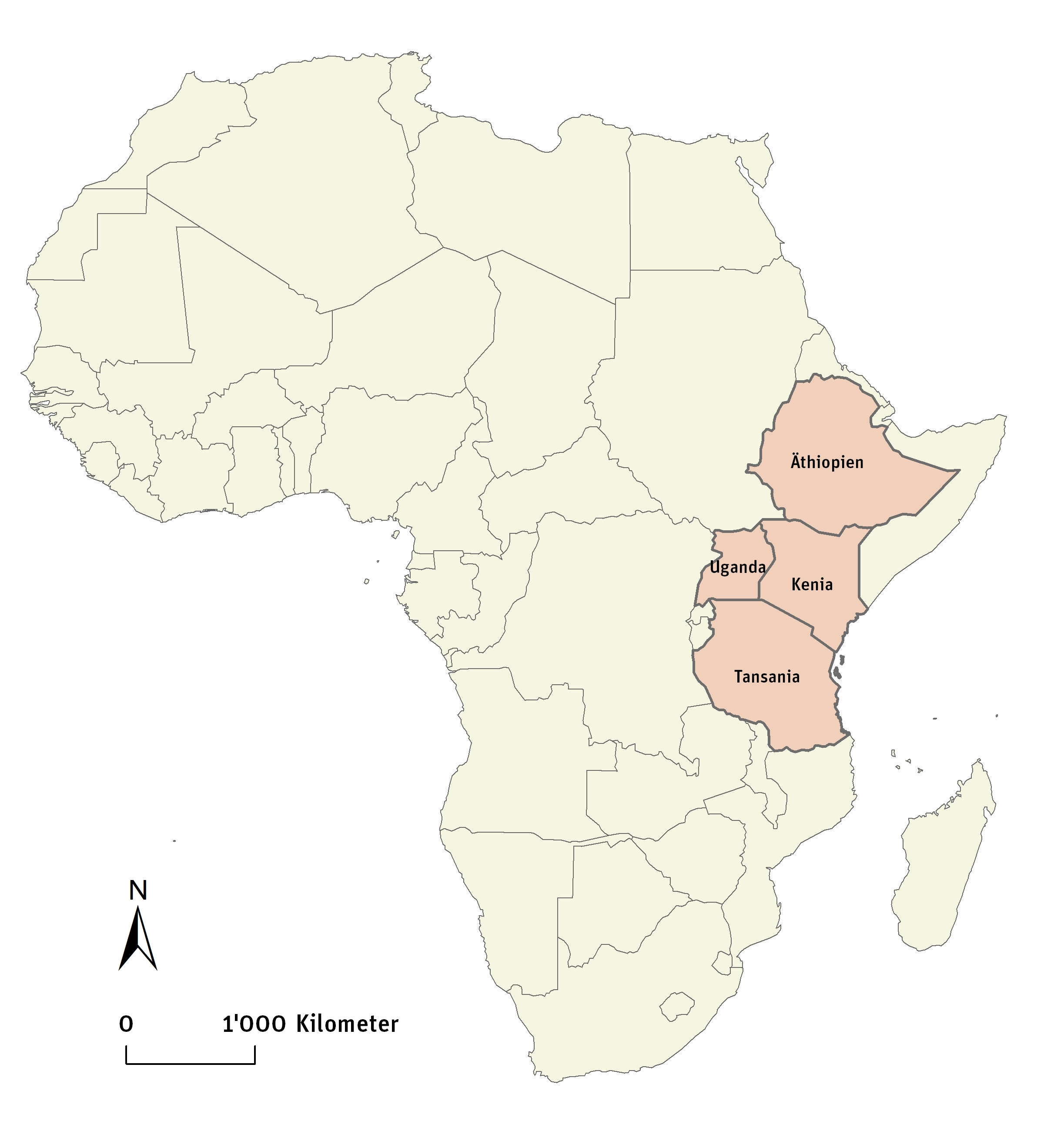
Biovision pays prioritaires Éthiopie, Ouganda, Kenya, Tanzanie

Biovision - Fondation pour un développement écologique est une organisation à but non lucratif engagée dans une coopération au développement écologique et durable avec des populations africaines. À travers des projets, Biovision soutient la conservation des ressources naturelles en se basant sur le principe d'aider les gens à s'aider eux-mêmes. Par ailleurs, Biovision promeut à l’échelle mondiale une pensée et une action écologique. Les projets Biovision contribuent ainsi à la réalisation des Objectifs du Millénaire pour le développement de l'ONU. En 2012, Biovision a été la première fondation suisse à recevoir à le statut consultatif général (le rang le plus élevé) à l'ONU.
En 2013, la Fondation a été distinguée, en même temps que son fondateur, Hans Rudolf Herren, par le Right Livelihood Award, aussi nommé Prix Nobel alternatif. Le jury a justifié sa décision par les compétences scientifiques de Herren et son travail pionnier qui ouvre la voie « à un approvisionnement alimentaire mondial sain, sûr et durable ».

## La fondation
Biovision a été créée à Zurich (Suisse), en 1998, sous la forme d’une association par l’entomologiste suisse Hans Rudolf Herren, avec l’objectif d’améliorer de façon durable les conditions d’existence en Afrique, en préservant la nature comme base de toute vie. En 2004, Biovision est devenue une fondation de droit suisse, sous la supervision du Département fédéral de l’Intérieur. 
« La fondation favorise la conservation des bases naturelles de la vie pour les générations présentes et futures. Elle soutient des projets dans notre pays comme dans des régions en développement du tiers monde qui favorisent l'utilisation durable des ressources naturelles dans des conditions sociales acceptables, tout en contribuant au maintien de la diversité végétale et animale et en promouvant une manière écologique de penser et d’agir. »

## Vision
Biovision encourage une pensée et une action écologique, au Nord comme au Sud. La fondation s’engage pour un monde avec une nourriture suffisante et saine pour tous, produite par des personnes en bonne santé dans un environnement sain. C’est pourquoi elle combat la faim et la pauvreté à la racine. Elle favorise le développement et l’application de méthodes écologiques qui permettent une amélioration durable des conditions de vie en Afrique.
L’accent est mis sur les sociétés rurales africaines. Les petits paysans jouent un rôle essentiel pour l'alimentation saine et adéquate des populations, le maintien du paysage cultivé et l'état des ressources naturelles d’une manière générale.

## Méthode de travail

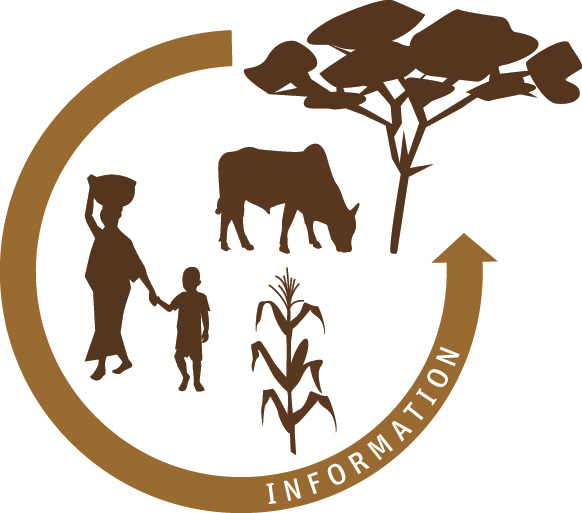
Approche holistique « 4S plus i » : quatre fois « S » pour santé des gens, des animaux, des plantes et de l’environnement ; « i » pour information.

Biovision suit l'approche holistique « 4S plus i » comme base d’un développement écologique et durable : « 4S » pour santé des gens, des animaux, des plantes et de l’environnement ; « i » pour la diffusion d’information et de connaissances. Concernant les gens et les animaux, la réduction de la pauvreté se concentre par exemple sur la lutte écologique contre les causes des maladies infectieuses, transmises par des insectes. De même, pour les plantes et l’environnement, la diffusion de méthodes biologiques au lieu d’engrais et pesticides synthétiques permet d’améliorer durablement la situation alimentaire tout en protégeant le milieu naturel.
Le travail de la fondation est réparti sur trois programmes prioritaires (projets de terrain, information et plaidoyer). Sur le terrain, les projets mis sur pied avec des partenaires locaux qui appliquent des solutions écologiques validées par la science. Ils doivent apporter aux conditions de vie des bénéficiaires des améliorations concrètes et démontrer l'efficacité des solutions. Les connaissances acquises sont intégrées aux programmes d'information, qui diffusent un savoir-faire pratique accessible à de larges couches de la population. Les résultats des projets de terrain et des programmes d'information alimentent, par des arguments fondés, le plaidoyer activement mené par la fondation au niveau du dialogue politique international. Pour ce dernier point, Biovision se base principalement sur les recommandations du rapport sur l’agriculture mondiale IAASTD.

## Projets
Le Kenya est un pays central pour Biovision, qui y soutient depuis 1998 une série de projets, avant tout l’application de méthodes écologiques pour la santé et l’agriculture. C’est à Nairobi, la capitale, que se trouve le siège principal de l’Institut de recherche ICIPE que le Dr Herren a dirigé pendant plus de  dix ans. L’ICIPE — la plus grande organisation partenaire de Biovision — fait partie d’un réseau qui couvre trente pays africains.
L’Éthiopie est aussi, depuis 2001, un point central pour Biovision. La fondation y soutient différents projets qui visent à appliquer des méthodes écologiques pour la santé, l’agriculture et une utilisation durable des sols. Biovision travaille avec des organisations partenaires locales et avec l’antenne de l’ICIPE à Addis Abeba. Il existe aussi un projet commun avec Helvetas pour la lutte contre la maladie du sommeil en Afrique de l’Est.
La Tanzanie, pays qui concentre l’aide suisse au développement, reçoit le soutien de nombreux donateurs bi et multilatéraux, ainsi que d’ONG. Le travail de Biovision en Tanzanie consiste, depuis 2006, à maintenir la biodiversité et à favoriser l’exploitation douce des ressources naturelles, en collaboration avec le Eastern Arc Mountains Conservation Endowment Fund (EAMCEF).
Biovision est active en 'Ouganda depuis 2009, avec divers projets dans le domaine de la biodiversité et du développement écologique.
Conformément à ses buts, Biovision s’engage pour diffuser toujours plus largement une pensée et une action écologique. Le gaspillage des ressources naturelles et le maintien de la biodiversité sont des problèmes globaux qui ne peuvent être résolus que de manière locale. C’est pourquoi Biovision est engagée dans le domaine de l’information, ainsi que dans des programmes transnationaux. Biovision est très impliquée dans le suivi du Rapport sur l'agriculture mondiale de 2008 (IAASTD), dont Hans Rudolf Herren était co-auteur et co-président. Au Sommet de la Terre de 2012 à Rio (Rio + 20), Biovision s’est fortement engagée pour un changement de cap dans la politique agricole mondiale au niveau du Conseil économique et social (ECOSOC) de l’ONU à New York.

## Distinctions
- 2010. Prix Equator du PNUD décerné au projet Biovision Muliru Farmers Conservation Group (Kakamega, Kenya), pour avoir amélioré les conditions de vie locale grâce à la culture commerciale de plantes médicinales indigènes, contribuant ainsi à la préservation de la biodiversité[11].

- 2012. Obtention du statut consultatif général (rang le plus élevé) auprès des Nations unies. La commission du Conseil économique et social a rendu hommage à la vaste portée des activités de Biovision. La Fondation a maintenant le droit d'assister aux conférences onusiennes, de participer à des discussions officielles et d’organiser des événements parallèles pour promouvoir ses causes[1].

- 2013. Right Livelihood Award (prix Nobel alternatif) accordé conjointement à Biovision et à son fondateur, Hans Rudolf Herren. Le jury a justifié sa décision par les compétences scientifiques de Herren et son travail pionnier qui ouvre la voie « à un approvisionnement alimentaire mondial sain, sûr et durable[2] ».

## Publications
- (de) Herbert Cerutti, Wie Hans Rudolf Herren 20 Millionen Menschen rettete – Die ökologische Erfolgsstory eines Schweizer [« Comment Hans Rudolf Herren a sauvé 20 millions de personnes – la success story écologique d’un Suisse »], Zurich, Orell Füssli, 2011
- (de) Hilfe zur Selbsthilfe : Menschen - Tiere - Pflanzen : Umwelt, Biovision, 2008, [vidéo], 33 min